# Nieuwe kadampa
De Nieuwe Kadampa Traditie ~ Internationale Kadampa Boeddhistische Unie (NKT—IKBU) is een wereldwijde boeddhistische organisatie die in 1991 in Engeland door geshe Kelsang Gyatso werd gesticht. In 2003 werden de woorden "Internationale Kadampa Boeddhistische Unie" (IKBU) toegevoegd aan de oorspronkelijke naam "Nieuwe Kadampa Traditie". The NKT-IKBU is een internationale organisatie geregistreerd in Engeland als een liefdadigheidsinstelling, of bedrijf zonder winstoogmerk. De NKT-IKBU had per 24 december 2009 meer dan 200 centra en ongeveer 900 meditatiegroepen in 40 landen.
Het doel van de NKT-IKBU is om de essentie van Boeddha's leringen te behouden en bevorderen in een vorm die geschikt is voor de moderne wereld en de moderne manier van leven.
De naam Nieuwe Kadampa Traditie refereert aan de Kadampa Traditie die in de 11e eeuw door Atisha werd gesticht en in de 14e eeuw door Je Tsongkhapa werd hervormd. ‘Ka’ verwijst naar al Boeddha’s Soetra en Tantra leringen, en ‘dam’ verwijst naar Atisha’s speciale instructies die de ‘Stadia van het Pad’ genoemd worden, of Lamrim in het Tibetaans. Kadampaboeddhisten integreren hun kennis van al Boeddha’s leringen in hun dagelijkse leven. James Belither (NKT secretaris gedurende 20 jaar) stelt dat het woord 'Nieuw' niet gebruikt wordt om te impliceren dat het nieuw gecreëerd is, maar dat het een frisse presentatie van Boeddhadharma is in een vorm en op een manier die geschikt is voor de noden en condities van de moderne wereld.

## Geschiedenis
De Kadampa traditie is een Tibetaanse traditie binnen het Vajrayana boeddhisme en werd opgericht en naar Tibet gebracht door de Indiase boeddhistische meester Atisha (982-1054 AD) en verder ontwikkeld (herintroductie) door onder andere de Tibetaanse boeddhistische meester Je Tsongkhapa. De leringen en praktijken van de Nieuwe Kadampa Traditie zijn grotendeels commentaren op de gelugpa of Nieuwe Kadampa leringen van Je Tsongkhapa (1357-1419), waarbij veel aandacht is besteed om de commentaren toegankelijker te maken voor de westerse denkwijze onder andere door het uitgeven een hele serie Engelstalige boeken over deze vorm van het Mahayana boeddhisme.
Na Tibet in 1959 te hebben verlaten, verbleef geshe Kelsang gedurende 18 jaar in retraite in India. Vervolgens vroeg Trijang Rinpoche, de belangrijkste Leraar van geshe Kelsang, hem om de residentieel leraar van het Manjoeshri Instituut (tegenwoordig het Manjoeshri Kadampa Meditatie Centrum) in Engeland te worden.
geshe Kelsang onderwees van 1976 tot 1987 het Algemeen Programma in Manjoeshri Centrum en begon in 1987 een driejarige retraite in Tharpaland in Dumfries, Scotland. Tijdens zijn retraite schreef hij vijf boeken en legde hij de basis voor de NKT-IKBU.
Na het beëindigen van zijn retraite in de lente van 1991 kondigde hij de vorming van de NKT-IKBU aan en in 1992 werd de NKT-IKBU wettelijk geïncorporeerd onder de Engelse wet, wat de formele stichting van de NKT-IKBU inhield. De vele Dharmacentra die geshe Kelsangs spirituele leiding volgden, werden verzameld onder de vlag van de NKT-IKBU met hem als hun Algemene Spirituele Directeur (ASD). Hij bleef de ASD tot augustus 2009 toen hij terugtrad en werd opgevolgd door zijn opvolger Gen-la Kelsang Khyenrab. Elk van de individuele Centra is wettelijk en financieel onafhankelijk.

## Overleveringslijn van Leraren

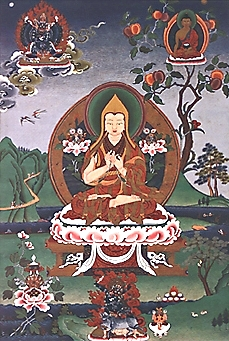
Je Tsongkhapa (Tsong-kha-pa), stichter van de Gelug school, in het vijfde visioen van Khedrub Je (Mkhas-'grub)

De spirituele overleveringslijn van de NKT-IKBU omvat de volgende belangrijke boeddhistische Leraren:
1. Buddha Shakyamuni
2. Vajradhara
3. Manjushri
4. Atisha
5. Je Tsongkhapa
6. Pabongka Rinpoche
7. Kyabje Trijang Dorjechang
8. Geshe Kelsang Gyatso

## Centra en Groepen
Het wettelijke document Een Morele Discipline Gids: De interne regels van de Nieuwe Kadampa Traditie - Internationale Kadampa Boeddhistische Unie verklaart dat de NKT-IKBU:
"wordt gedefinieerd als de unie van Kadampaboeddhistische Centra, de internationale vereniging van studie- en meditatiecentra die de zuivere traditie van Mahayanaboeddhisme volgen die afkomstig is van de boeddhistische mediteerders en geleerden Atisha en Je Tsongkhapa, zoals in het Westen geïntroduceerd door de boeddhistische leraar geshe Kelsang Gyatso, de Stichter van de Nieuwe Kadampa Traditie – Internationale Kadampa Boeddhistische Unie; en die de drie Studieprogramma’s van de Nieuwe Kadampa Traditie volgen; en die geleid worden door de code van morele discipline De Interne Regels van de Nieuwe Kadampa Traditie – Internationale Kadampa Boeddhistische Unie genaamd die gepresenteerd wordt in dit document."
Onder de vlag van de NKT-IKBU vallen meer dan 200 Centra en ongeveer 900 groepen van mensen die elkaar wekelijks treffen. De meeste Centra bevinden zich in Engeland en de Verenigde Staten; in Nederland is er een Kadampa Meditatie Centrum van de Nieuwe Kadampa Traditie in Schin op Geul, Zuid-Limburg.
Er zijn verschillende soorten NKT-IKBU organisaties:
- Lokale Kadampa Boeddhistische Centra;
- Regionale Kadampa Meditatie Centra (KMC); behalve dat zij een spiritueel programma voor de lokale gemeenschap hebben, vinden in KMC's ook Dharmavieringen, Nationale Festivals en Internationale Festivals plaats. Zij herbergen ook de Kadampatempels.
- Internationale Kadampa Boeddhistische Tempels;
- Internationale Retraite Centra (IRC); deze Centra bieden alle faciliteiten voor het doen van korte of lange retraites. Er zijn o.a. IRC's in Schotland (Tharpaland Internationaal Retraite Centrum) en Zwitserland (Kailash Internationaal Retraite Centrum).
- Nationale uitgeverijen (Tharpa Publicaties); en
- Hotel Kadampa's.

## Internationaal Tempel Project (ITP)
Het Internationale Tempel Project is door geshe Kelsang opgericht met de bedoeling om een Kadampaboeddhistische Tempel opgedragen aan innerlijke en uiterlijke vrede te bouwen in elke belangrijke stad in de wereld.
Kadampaboeddhistische Tempels nemen vele vormen aan. Sommigen worden nieuw gebouwd volgens een speciaal ontwerp ontwikkeld door geshe Kelsang Gyatso en gebaseerd op traditionele, boeddhistische architectuur. Anderen zijn aanpassingen van bestaande gebouwen in, of bij, sommige van de belangrijkste steden in de wereld. Weer anderen bevinden zich in Hotel Kadampa’s.

## Studieprogramma's
Het onderwijs van de NKT-IKBU is exclusief gebaseerd op de lessen en het gepubliceerde werk van geshe Kelsang, die op hun beurt commentaren zijn op Gelugwerken, met name op de teksten van de stichter Je Tsongkhapa.
Volgens Helen Waterhouse volgt geshe Kelsang Gyatso de Tibetaans boeddhistische traditie om teksten te bestuderen aan de hand van commentaren van de leraar. Met betrekking tot de inhoud van de lessen stelt zij dat: "de NKT leer niet anders is dan doorsnee Gelugpa," met een Madhyamika Prasangika filosofische oriëntatie en nadruk op de lessen over afhankelijk verrijzen en leegte. De voornaamste oefening in de NKT-IKBU is Lamrim (de stadia van het pad naar de verlichting), Lojong (het trainen van de geest) en Vajrayana Mahamoedra (de oefeningen van Hoogste Yoga Tantra). De boeken die in de NKT worden bestudeerd worden uitgegeven door Tharpa Publicaties.
Geshe Kelsang beschouwt al zijn boeken als "afkomstig van Je Tsongkhapa, met zichzelf als een cassetterecorder waarin de Wijsheidsboeddha, de Dharmabeschermer Dorje Shoegden, de cassette met Je Tsongkhapa's lessen heeft geplaatst." In het voorwoord van zijn uitgebreide commentaar op Lamrim stelt geshe Kelsang: "Ik heb deze lessen van mijn Spirituele Gids, Trijang Rinpoche, ontvangen die een emanatie was van Atisha; dus de verklaringen die in dit boek Vreugdevol Pad van Geluk worden gegeven, komen in werkelijkheid van hem en niet van mijzelf."
Geshe Kelsang heeft drie studieprogramma's ontworpen voor de systematische studie en beoefening van Kadampaboeddhisme die speciaal geschikt zijn voor de moderne wereld. Het zijn deze studieprogramma's die de NKT-IKBU onderscheiden van andere boeddhistische tradities. De drie studieprogramma's zijn:
- Het Algemene Programma
- Het Basisprogramma
- Het Lerarenopleidingsprogramma

Het Algemeen Programma (AP) geeft een introductie tot boeddhistische zienswijze, meditatie en oefening die geschikt zijn voor beginners. Dit programma wordt in alle Centra gegeven.
Het Basisprogramma (BP) bestudeert op systematische wijze de volgende vijf onderwerpen uit het Mahayanaboeddhisme door middel van de overeenkomstige commentaren van geshe Kelsang:
- De stadia van het pad naar verlichting, gebaseerd op het commentaar Vreugdevol Pad van Geluk;
- Het trainen van de geest, gebaseerd op de commentaren Universeel Mededogen en Acht Stappen naar Geluk;
- De Hart Soetra, gebaseerd op het commentaar Hart van Wijsheid;
- Gids tot de levenswijze van een Bodhisattva, gebaseerd op het commentaar Zinvol te Aanschouwen; en
- Soorten geestestoestanden, gebaseerd op het commentaar Het Begrijpen van de Geest.

Het Lerarenopleidingsprogramma (LOP) omvat twaalf onderwerpen die zijn gebaseerd op Boeddha’s Soetra en Tantra leringen en de corresponderende commentaren van geshe Kelsang. Deelnemers dienen ook bepaalde verplichtingen met betrekking tot hun levenswijze in acht te nemen en een aantal meditatieretraites te volbrengen. De eerste vijf onderwerpen van dit programma zijn hetzelfde als voor het Basisprogramma plus de volgende extra onderwerpen:
- Gids tot de Middenweg, gebaseerd op het commentaar Oceaan van Nectar;
- Vajrayana Mahamudra, gebaseerd op het commentaar Helder Licht van Gelukzaligheid;
- De morele discipline van een Bodhisattva, gebaseerd op het commentaar De Bodhisattva Gelofte;
- Offerande aan de Spirituele Gids, gebaseerd op de commentaren Grote Schat aan Verdienste en Mahamoedra Tantra;
- Vajrayogini Tantra, gebaseerd op het commentaar Gids naar Dakiniland;
- Gronden en Paden van Geheime Mantra, gebaseerd op het commentaar Tantrische Gronden en Paden; en
- De Oefening van Heroeka Lichaamsmandala, gebaseerd op het commentaar Essentie van Vajrayana.

Behalve door geshe Kelsang die als stichter en voormalige spirituele directeur de belangrijkste leraar van de NKT-IKBU was en zijn opvolgers worden alle lessen (van de drie studieprogramma's) gegeven door Westerse studenten; zowel ingewijd als niet ingewijd. Kwalificaties als Dharmaleraar worden over het algemeen verkregen door het volgen van het Lerarenopleidingsprogramma van de NKT-IKBU, dat geshe Kelsang beschouwt als "een westers equivalent van de traditionele Tibetaanse geshe graad."
Cozort heeft opgemerkt dat "Verschillende van de meest prominente Tibetaanse leraren zelf al lang de noodzaak hebben erkend om Westerlingen te trainen als Dharmaleraren." Geshe Kelsang heeft het belang van Westerse Dharmaleraren voor het bloeien van Dharma in de wereld verklaard door te zeggen dat een volledig gekwalificeerde leraar gelijk is aan duizend verlichte studenten.

## Internationale en nationale festivals
Elk jaar worden er drie internationale Kadampaboeddhistische festivals georganiseerd: (1) Het Lentefestival - gehouden in Manjoeshri KMC in Engeland, (2) Het Zomerfestival - gehouden in Manjoeshri KMC in Engeland en (3) het Herfstfestival - gehouden op wisselende locaties buiten Engeland. De festivals worden onderwezen door de Algemene Spirituele Directeur en/of de Plaatsvervangende Spirituele Directeur van de NKT-IKBU. De festivals worden bezocht door duizenden beoefenaars en geïnteresseerden uit de hele wereld. Behalve deze drie internationale festivals zijn er ook jaarlijks Nationale festivals en Dharmavieringen die wat kleinschaliger zijn en een meer nationaal of regionaal karakter dragen.

## Religieuze feestdagen
In de NKT worden zowel traditionele boeddhistische feestdagen gevierd als enige die specifiek voor de NKT zijn.
Maandelijkse feestdagen zijn:
- Tara Dag (de 8ste van iedere maand)
- Tsog-dagen (de 10de en 25ste dag van iedere maand)
- Voorschriften Dag (15de van iedere maand)
- Beschermer Dag (29ste van iedere maand)

Jaarlijkse traditionele feestdagen zijn:
- De dag van Boeddha's verlichting (15 april)
- De dag van het draaien van het wiel van Dharma door Boeddha (4 juni, 49 dagen na de dag van Boeddha's verlichting)
- De dag van Boeddha's terugkeer uit de hemel (22 september)
- Je Tsongkhapa Dag (25 oktober)

Jaarlijkse feestdagen specifiek voor de NKT zijn:
- NKT Dag (eerste zaterdag in april)
- Internationale Tempels Dag (eerste zaterdag in november)

Vanaf 2004 werden de data voor de feestdagen niet langer bepaald volgens de traditionele maankalender, maar volgens de gewone Westerse zonnekalender.
De NKT Dag gedenkt het stichten van de NKT-IKBU, terwijl Internationale Tempels Dag een gelegenheid is om stil te staan bij het belang van het bouwen van Kadampa Boeddhistische Tempels in de wereld.

### Officiële websites
- NKT-IKBU officiële website
- Tharpa Publications - Uitgever van geshe Kelsang Gyatso's boeken
- KMC Nederland officiële website
- Internationaal Tempel Project

### Positieve zienswijzen op de NKT-IKBU
- Nieuwe Kadampa Waarheid: De lastercampagne tegen de NKT beantwoorden door Nieuwe Kadampa Waarheid
- Heart Jewel: Standing Up for the Middle Way - geshe Kelsang Gyatso in zijn eigen woorden
- Dorje Shoegden: De Wijsheidsboeddhabeschermer van Je Tsongkhapa's Tradition

### Algemene artikelen over de NKT-IKBU
- Spiritual Split: Bitter Theological Infighting Rocks the Dalai Lama's Movement door Colman Jones, NOW Magazine, 22-28 januari 1998
- Derbyshire: Settings for an Inner Journey door Susan Marling, Daily Telegraph, 26 oktober 2002
- The Peace Dividend by Fiachra Gibbons, The Guardian, 20 oktober 2001
- Religion & Ethics - Buddhism: The New Kadampa Tradition door de BBC, 13 juli 2005

### Kritische zienswijzen op de NKT-IKBU
- Many Bodies, One Mind: Movements in British Buddhism door Ken Jones, New Ch'an Forum, 20 juli 1997
- Battle of the Buddhists door Andrew Brown, The Independent, Londen, 15 juli 1996
- Tibetaanse regering in ballingschap over de controverse